# Periga aurantiaca
Periga aurantiaca är en fjärilsart som beskrevs av Lemaire 1971. Periga aurantiaca ingår i släktet Periga och familjen påfågelsspinnare. Inga underarter finns listade i Catalogue of Life.